# Véronique Pittolo
Véronique Pittolo, née le 7 juillet 1960  à Douai, est une poétesse et une écrivaine française.

## Biographie
Titulaire d'une maîtrise et d'un DEA en histoire de l'art (Paris 1), critique d'art (Beaux Arts Magazine, Art Press), elle anime des ateliers d'écriture depuis 1994 dans l'Education nationale, en Ecole d'art, à l'hôpital. Active dans le département de pédiatrie de l'Institut Gustave Roussy depuis dix ans, elle a publié en 2012 un ouvrage avec les patients, autour de la question de la littérature dans un monde vulnérable (On sait pourquoi les renards sont roux, éd Le temps des cerises). Elle a aussi organisé plusieurs spectacles et expositions mêlant art, santé, poésie (Mac Val, Mairie du 18e arrondissement).
Elle a écrit des fictions radiophoniques (France Culture), et réalisé des performances multimédia : Hélène mode d'emploi, 2010, Clé USB "La Révolution dans la poche", 2011 (Chartreuse de Villeneuve Lez Avignon, Fondation Ricard).

## Prix
Lauréate du Prix de poésie de la SGDL en 2004.

## Œuvres
- Le Voile, Lyon, France, Éditions de Garenne, 1992, 22 p. (BNF 35509034)
- Montage, Paris, Éditions Fourbis, coll. « Biennale internationale des poètes en Val-de-Marne », 1992, 56 p.  (ISBN 2-907374-55-9)
- La Hollande, Paris, Éditions PML, coll. «  Autour du monde », 1995, 111 p.  (ISBN 2-7434-0166-4)
- La Rose, phot. de  Françoise Nunez, Trézélan, France, Filigranes Éditions, coll. « Résonance, écrire pour une image », 1995, p.  (ISBN 2-910682-03-X)
- Schrek, Bordeaux, France, Éditions de L’Attente, 2003, 66 p.  (ISBN 2-914688-14-8)[2]
- Chaperon loup farci, La Souterraine, France, Éditions la Main courante, 2003, 44 p.  (ISBN 2-913919-19-7)[3]
- Gary Cooper ne lisait pas de livres, Romainville, France, Éditions Al Dante, coll. « Niok », 2004, 93 p.  (ISBN 2-84761-049-9)
- Opéra isotherme, Romainville, France, Éditions Al Dante, coll. « Niok », 2005, 87 p.  (ISBN 2-84761-074-X)
- Exploration,  ill. de Xavier Dandoy-Marchal de Casabianca et Joann Frideric Hoffmann, Bastia, France, Éditions Éoliennes, 2005, 44 p.  (ISBN 2-911991-26-5)
- Danse à l'école, Bordeaux, France, Éditions de L’Attente, 2006, 30 p.  (ISBN 2-914688-48-2)
- Hélène mode d'emploi, Romainville, France, Éditions Al Dante, 2008, 106 p.  (ISBN 978-2-84761-990-4)[4]

- Prix international de poésie francophone Yvan-Goll 2009
- Ralentir spider, Bordeaux, France, Éditions de L’Attente, 2008, 45 p.  (ISBN 978-2-914688-80-2)
- La Révolution dans la poche, Limoges, France, Éditions Al Dante, 2009, 122 p.  (ISBN 978-2-8476-1894-5)
- "POPOPA", dans Toi aussi tu as des armes - Poésie et politique, ouvrage collectif, Paris, La Fabrique éditions, 2012, 202 p.  (ISBN 978-2-35872-025-0)
- Toute résurrection commence par les pieds, Bordeaux, France, Éditions de L’Attente, 2012, 130 p.  (ISBN 978-2-36242-021-4)
- On sait pourquoi les renards sont roux. Écrire à l'hôpital , Pantin, France, Éditions Le Temps des cerises, 2012, 151 p.  (ISBN 978-2-84109-969-6)
- La Jeune fille dans tout le royaume, France, Editions de l'Attente, 2014.  (ISBN 978-2-36242-047-4)
- Monomère & Maxiplace, France, Editions de l'Attente, 2017.  (ISBN 978-2-36242-047-4)
- À la piscine avec Norbert, Seuil, 2021  (ISBN 978-2021469400)